# Unheilig
Unheilig is een Duitse band afkomstig uit Aken, opgericht in 1999.  De band stopte in 2016. In 2025 werd bekendgemaakt dat de band weer actief wordt. De stijl van Unheilig beweegt zich van electropop, via Neue Deutsche Härte naar zeer rustige ballads. De wortels van de band liggen in de synth-rock.
Unheilig heeft in korte tijd een grote fanschare om zich heen verzameld. Op het eerste album Phosphor zijn er nog Engelse en Duitse teksten te horen. Op alle volgende albums wordt er alleen nog maar in het Duits gezongen.
In 2010 won de groep de Bundesvision Song Contest voor Noordrijn-Westfalen met het nummer Unter deiner Flagge.

## Discografie

### Albums
Van bijna ieder album is ook een gelimiteerde oplage beschikbaar.
Op 03-07-2009 zijn de eerste 5 albums her-uitgegeven met nieuwe hoezen in de nieuwe huisstijl van Unheilig.
- Phosphor (2001)
- Frohes Fest (2002)
- Das 2. Gebot (2003) (bij de limited edition zat de extra cd Maschine)
- Zelluloid (2004) (op de limited edition digipack versie staan 2 extra nummers)
- Moderne Zeiten (2006) (op de limited edition digipack versie staan 2 extra nummers)
- Puppenspiel (2008) (op de limited edition digipack versie staan 2 extra nummers)
- Grosse Freiheit (2010) (op de limited edition fanbox staan 2 extra nummers en zit een complete bonus-cd en een vlag)
- Lichter der Stadt (2012)
- Gipfelsturmer (2014)
- Von Mensch zu Mensch (2016)

### Live-cd's
- Gastspiel (2005, live-dubbel-cd)
- Goldene Zeiten (2006, live-dubbel-cd, gelimiteerde oplage)
- Vorhang auf! - Puppenspiel Live (2008, live-dubbel-cd)
- Grosse Freiheit Live  (2 cd, 2 dvd, gelimiteerde oplage)

### Maxi-cd's
- Sage Ja! (2001) (zeg ja)
- Komm zu mir (2001) (kom tot mij)
- Maschine (2003) (machine)
- Ich will leben (2006, samen mit Project Pitchfork) (ik wil leven)
- An deiner Seite (2008) (aan jouw kant)
- Grosse Freiheit (2011, samen met James Last, nummer herwerkt tot doophymne van het cruiseschip 'Mein Schiff 2')

### Ep's
- Schutzengel (2003) (beschermengel)
- Freiheit (2004) (vrijheid)
- Astronaut (2006)
- Schattenspiel (2008 - Alleen op de Puppenspieler-Tournee verkrijgbaar)

### Dvd's
- Kopfkino (2005)
- Puppenspiel Live - Vorhang auf! (2008)
- Goldene Zeiten (2008, alleen als extra dvd bij de Limited Edition 2dvd-versie van Puppenspiel Live)
- Sternstunden (2010)
- Grosse Freiheit Live (2010, 2 dvd)